# Aspidorogas fuscipennis
Aspidorogas fuscipennis är en stekelart som beskrevs av Van Achterberg 1991. Aspidorogas fuscipennis ingår i släktet Aspidorogas och familjen bracksteklar. Inga underarter finns listade.